# Jana Dem'jančuk
Jana Volodymyrivna Dem'jančuk (in ucraino Дем'янчук Яна Володимирівна?; 22 ottobre 1993) è una ginnasta ucraina.

## Palmarès

### Europei
- 1 medaglia:
  - 1 oro (Milano 2009 nella trave)

### Universiadi
- 1 medaglia:
  - 1 argento (Shenzhen 2011 a squadre)